# Línea 48B (Movibus)
La línea 48B de la red de autobuses interurbanos de la Región de Murcia (Movibus) une San Javier con San Pedro del Pinatar, pasando por la pedanía de El Mirador.

## Características
Fue puesta en servicio el 3 de diciembre de 2021, con la entrada en vigor de la primera fase de Movibus.
Esta línea une San Javier con San Pedro del Pinatar atravesando la N-332. Junto con la línea 48A, realiza parada en las inmediaciones del Dos Mares Shopping. Desde el 4 de marzo de 2022, la línea establece parada en la pedanía de El Mirador en ambos sentidos.
La línea mantiene los mismos horarios todo el año (exceptuando las vísperas de festivo y festivos de Navidad), tan sólo operando de lunes a sábados laborables. No presta servicio domingos y festivos.
Pertenece a la concesión RMU-004 "Metropolitana Cartagena-Mar Menor", y es operada por ALSA (TUCARSA).

## Horarios
Los horarios que no sean cabecera son aproximados.
| Lunes a viernes laborables         |                                    |                                    |                                    |                                    |                                    |
| San Javier > San Pedro del Pinatar | San Javier > San Pedro del Pinatar | San Javier > San Pedro del Pinatar | San Pedro del Pinatar > San Javier | San Pedro del Pinatar > San Javier | San Pedro del Pinatar > San Javier |
| San Javier                         | El Mirador                         | San Pedro                          | San Pedro                          | El Mirador                         | San Javier                         |
| 08:30                              | 08:45                              | 09:00                              | 08:00                              | 08:15                              | 08:30                              |
| 14:00                              | 14:15                              | 14:30                              | 13:30                              | 13:45                              | 14:00                              |
| 17:30                              | 17:45                              | 18:00                              | 17:00                              | 17:15                              | 17:30                              |
| 21:30                              | 21:45                              | 22:00                              | 21:00                              | 21:15                              | 21:30                              |
| Sábados laborables                 |                                    |                                    |                                    |                                    |                                    |
| San Javier > San Pedro del Pinatar | San Javier > San Pedro del Pinatar | San Javier > San Pedro del Pinatar | San Pedro del Pinatar > San Javier | San Pedro del Pinatar > San Javier | San Pedro del Pinatar > San Javier |
| San Javier                         | El Mirador                         | San Pedro                          | San Pedro                          | El Mirador                         | San Javier                         |
| 10:30                              | 10:45                              | 11:00                              | 10:00                              | 10:15                              | 10:30                              |
| 15:30                              | 15:45                              | 16:00                              | 15:00                              | 15:15                              | 15:30                              |
| 18:30                              | 18:45                              | 19:00                              | 18:00                              | 18:15                              | 18:30                              |

## Recorrido y paradas

### Sentido San Pedro del Pinatar
| Parada                                      | Común con            | Municipio             |
| ------------------------------------------- | -------------------- | --------------------- |
| Los Canteros                                | 47 48A 49 411        | San Javier            |
| San Javier (Museo / Muebles Bastida)        | 46                   | San Javier            |
| Polideportivo San Javier                    |                      | San Javier            |
| Polígono Industrial El Pino                 |                      | San Javier            |
| C.C. Dos Mares                              | 48A                  | San Javier            |
| El Mirador                                  |                      | San Javier            |
| Los Sáez                                    |                      | San Pedro del Pinatar |
| Las Beatas                                  |                      | San Pedro del Pinatar |
| Cementerio                                  |                      | San Pedro del Pinatar |
| Los Antolinos                               |                      | San Pedro del Pinatar |
| Estación de Autobuses San Pedro del Pinatar | 46 47 48A 49 410 411 | San Pedro del Pinatar |

### Sentido San Javier
| Parada                                      | Común con            | Municipio             |
| ------------------------------------------- | -------------------- | --------------------- |
| Estación de Autobuses San Pedro del Pinatar | 46 47 48A 49 410 411 | San Pedro del Pinatar |
| Los Antolinos                               |                      | San Pedro del Pinatar |
| Cementerio                                  |                      | San Pedro del Pinatar |
| Las Beatas                                  |                      | San Pedro del Pinatar |
| Los Sáez                                    |                      | San Pedro del Pinatar |
| El Mirador                                  |                      | San Javier            |
| C.C. Dos Mares                              | 48A                  | San Javier            |
| Polígono Industrial El Pino                 |                      | San Javier            |
| Polideportivo San Javier                    |                      | San Javier            |
| San Javier (Av. Pinatar)                    | 46 47 48A 49 411     | San Javier            |
| Los Canteros                                | 47 48A 49 411        | San Javier            |